# Thomas Dinesen

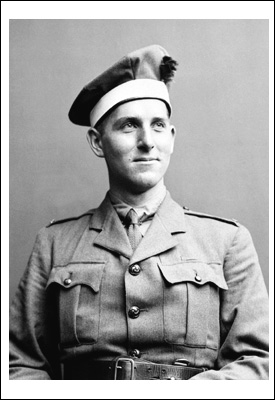
Thomas Dinesen in der Uniform des kanadischen Black Watch Regiments

Thomas Fasti Dinesen (* 9. August 1892 in Rungstedlund; † 10. März 1979 in Vejle) war ein dänischer Soldat der Kanadischen Armee und Autor.
Dinesen, Sohn von Wilhelm Dinesen, meldete sich nach Ausbruch des Ersten Weltkriegs freiwillig zur Kanadischen Armee. Er kämpfte als Private an der Westfront wurde 1918 für besondere Tapferkeit mit dem Victoriakreuz, der höchsten Kriegsauszeichnung der Streitkräfte des Britischen Weltreichs ausgezeichnet. Er stieg später bis in den Rang eines Lieutenant auf.
Seine Schwester war Tania Blixen.